# Phylloscartes
Phylloscartes es un género de aves paseriformes perteneciente a la familia Tyrannidae que agrupa a numerosas especies nativas de la América tropical (Neotrópico), cuyas áreas de distribución se encuentran desde Costa Rica a través de América Central y del Sur hasta el oeste de Bolivia y noreste de Argentina. A sus miembros se les conoce popularmente como orejeritos.

## Etimología
El nombre genérico masculino «Phylloscartes» se compone de las palabras del griego «phullon» que sinifica ‘hoja’, y «skairō» que significa ‘saltar, bailar’.

## Características
Este género es un grupo de pequeños tiránidos esbeltos, midiendo entre 10,5 y 13 cm de longitud, de colas largas y estrechas (especialmente en algunas especies). Habitan en el dosel y en los bordes de bosques montanos, algunos pocos en los bordes de bosques a menor altitud. Muchas se encuentran en áreas extremadamente restringidas y algunas están muy amenazadas. Su plumaje es predominantemente verde, amarillo, blanco y gris, y muchos tienen configuraciones contrastantes de la face y las fajas de las alas. Tienen picos finos, puntiagudos y relativamente largos, generalmente todo negro. La mayoría frecuentemente levanta la cola y mantiene las alas decaídas mientras reposa relativamente horizontal y son muy activos; las alas son también levantadas hacia el dorso con frecuencia. Todos se alimentan principalmente de pequeños artrópodos y la mayoría hace parte de bandadas mixtas.

## Taxonomía
Las especies Pogonotriccus poecilotis, P. chapmani, P. ophthalmicus, P. venezuelanus, P. lanyoni, P. orbitalis y P. eximius, que hacían parte del presente género según algunos autores y que exhiben características morfológicas y comportamentales diferenciadas, ya eran situadas en el género Pogonotriccus por el Congreso Ornitológico Internacional (IOC), así como por diversos otros autores. Sin embargo, las evidencias para la separación del género eran consideradas débiles: en 2009 el estudio de genética molecular de Tello et al. (2009), que incluyó una especie de Pogonotriccus y tres de Phylloscartes, encontró que las diferencias genéticas eran pequeñas. Finalmente, los amplios estudios genéticos de Harvey et al. (2020) no sólo confirmaron que Phylloscartes y Pogonotriccus cconstituyen dos clados diferentes, sino que demostraron que las especies P. difficilis y P. paulista, tradicionalmente incluidas en el presente, se encuentran embutidas en Pogonotriccus. Sobre estas evidencias, el Comité de Clasificación de Sudamérica (SACC), en la Propuesta No 959 reconocío la inclusión de todas estas especies en Pogonotriccus.
Los amplios estudios genético-moleculares realizados por Tello et al. (2009) descubrieron una cantidad de relaciones novedosas dentro de la familia Tyrannidae que todavía no están reflejados en la mayoría de las clasificaciones. Siguiendo estos estudios, Ohlson et al. (2013) propusieron dividir Tyrannidae en cinco familias, entre las cuales Rhynchocyclidae Berlepsch, 1907 agrupando a diversos géneros entre los cuales Phylloscartes y Pogonotriccus, estos en una subfamilia Pipromorphinae Wolters, 1977, junto a Mionectes, Leptopogon, Pseudotriccus y Corythopis. El Comité Brasileño de Registros Ornitológicos (CBRO) adopta dicha familia, mientras el SACC aguarda propuestas para analisar los cambios.

## Lista de especies
Según la clasificación Clements Checklist/eBird, el género agrupa a las siguientes especies con el respectivo nombre popular de acuerdo con la Sociedad Española de Ornitología (SEO):
| Imagen | Nombre científico           | Autor                         | Nombre común              | Estado de conservación | Distribución |
| ------ | --------------------------- | ----------------------------- | ------------------------- | ---------------------- | ------------ |
|        | Phylloscartes ventralis     | (Temminck, 1824)              | orejerito oliváceo        | LC                     |              |
|        | Phylloscartes kronei        | Willis & Oniki, 1992          | orejerito de restinga     | LC                     |              |
|        | Phylloscartes beckeri       | Gonzaga & Pacheco, 1995       | orejerito de Bahía        | EN                     |              |
|        | Phylloscartes flavovirens   | (Lawrence, 1862)              | orejerito verdiamarillo   | LC                     |              |
|        | Phylloscartes virescens     | Todd, 1925                    | orejerito verdoso         | LC                     |              |
|        | Phylloscartes gualaquizae   | (P.L. Sclater, 1887)          | orejerito ecuatoriano     | NT                     |              |
|        | Phylloscartes nigrifrons    | (Salvin & Godman, 1884)       | orejerito frentinegro     | LC                     |              |
|        | Phylloscartes superciliaris | (P.L. Sclater & Salvin, 1868) | orejerito cejirrufo       | LC                     |              |
|        | Phylloscartes ceciliae      | Teixeira, 1987                | orejerito de Alagoas      | CR                     |              |
|        | Phylloscartes flaviventris  | (Hartert, 1897)               | orejerito amarillo        | LC                     |              |
|        | Phylloscartes parkeri       | Fitzpatrick & Stotz, 1997     | orejerito de Parker       | LC                     |              |
|        | Phylloscartes roquettei     | Snethlage, 1928               | orejerito de Minas Gerais | EN                     |              |
|        | Phylloscartes oustaleti     | (P.L. Sclater, 1887)          | orejerito de Oustalet     | NT                     |              |
|        | Phylloscartes sylviolus     | (Cabanis & Heine, 1859)       | orejerito ojirrojo        | NT                     |              |